# 採珠 (馬)
採珠（日语：シーキングザパール），是美國出生的日本及美國純種競賽馬匹。生涯活躍於短途一哩賽事，曾勝出1997年NHK一哩賽，亦於1998年勝出紀爾斯大賽後成爲首匹勝出海外一級賽的日本訓練馬。

## 出賽前
1994年4月16日出生於美國維珍尼亞州Lazy Lane牧場，於拍賣會流拍後被馬主植中倫子之千金植中昌子相中並以18萬5000美金購入並引入日本，所有權則歸於植中倫子。
其後交由栗東訓練中心練馬師佐佐木晶三訓練。

## 競賽生涯

### 3歲（現2歲）
1996年7月20日出戰小倉競馬場3歲新馬戰，比賽初段經已取得領先，繼續保持之下成功拋離第二名7馬位取得首勝。
其後出戰新潟三歲錦標，比賽開始後直接向外側逸走造成混亂，雖然於其後重返節奏並於直路上順利加速，但仍然無法彌補初段浪費的腳程，最終而第三完賽。
10月19日出戰每日盃三歲錦標，本次比賽順利出閘且推進下，於第二的位置帶出，進入直路後隨即加速搶佔領先位置，保持速度下以5馬位優勢及破破紀錄的1分21.3秒擊敗第二的目白光明，取得第一個分級賽冠軍。
12月1日出戰阪神三歲牝馬錦標，賽前以1.5倍數獨贏賠率取得第一人氣。比賽開始後，其於先頭第三的位置展開推進，然而於直路上突然失速，最終被後方賽駒追過之下以第四完賽。

### 4歲（現3歲）
1997年首戰爲新山紀念，其於當中以3馬位優勢輕鬆取勝。
2月5日，馬主植中倫子突然宣佈將其轉移至到同屬栗東訓練中心的森秀行馬房。雖然官方並未公佈詳細原因，但據知情人士指出，因為馬主植中和原練馬師佐佐木晶三於賽程安排上有所分歧，最終不歡而散。
鑑於當時外國產馬並不被允許出戰經典賽事，因而陣營決定以上年度新設、爲外國產馬打開大門的NHK一哩賽爲目標，並出戰百花盃及新西蘭盃四歲錦標作爲熱身。採珠於兩場比賽均表現出超班的水準，分別以1 3/4及1 1/2馬位優秀取得冠軍。
5月11日按照計劃出戰NHK一哩盃，比賽開始後，前方的Palm Shadow以慢步速領放，而採珠則於中團位置約莫第六左右推進。進入直路後，其開始發力加速，並於中段取得領先，最終保持速度下拋離第二的Brave Tender 1 3/4馬位奪得首個一級賽冠軍。
夏季休養過後以秋華賞爲目標出戰前哨戰玫瑰錦標，成功壓過櫻花賞冠軍協榮三月獲得第一人氣，比賽開始後，協榮三月於前方領放，採珠則保持於中團位置，並於通過第三彎道時候開始發力爬升。進入直路後，雖然其嘗試繼續加速，但最終仍落後協榮三月及Maple Syrup而第三完賽。
完成玫瑰錦標後原定依照計劃出戰秋華賞，但於馬房檢查途中被發現有喘鳴症症狀，最終陣營考慮下決定安排其休養並進行手術。

### 5歲（現4歲）
1998年4月26日於絲路錦標復出，雖然因手術過後的不安要素而獲得第四人氣，但於比賽途中仍於直路上發揮亮眼的表現以頸位擊敗第二人氣的真僥倖。
其後出戰高松宮紀念及安田紀念，然而均於其中受到天雨造成的軟地影響，因而未能發揮實力下分別以第四及第十完賽。
進入夏季後陣營公佈將安排其前往法國遠征，原定計劃出戰傑克莫華大賽，但當時大樹快車陣營方面因場地適性問題將目標由英國的薩塞克斯錦標改爲傑克莫華大賽，深知於一哩賽事無法戰勝大樹快車的採珠陣營得悉後立即改變計劃，轉戰於日本知名度較低的紀爾斯大賽。
7月21日離開日本前往英國準備，於7月22日抵達當地的新市場馬場準備，並在8月5日於騎師武豐抵達後作訓練，其後於8月6日前往法國。
8月9日按照計劃出戰紀爾斯大賽，賽前陣營擔心的降雨並未發生，反而場地因烈日曝曬變成其擅長的乾快地。比賽開始後，其順利出閘並於先頭位置作推進，進入直路後隨即加速取得並於最後300米時成功拉開後方的雞尾酒，最終以破紀錄的1分14.7秒時間奪得冠軍，成爲首匹勝出海外一級賽的日本訓練賽駒。
贏得紀爾斯大賽後其返英國備戰，並於其後出戰隆尚磨坊大賽，然而本次比賽其遭遇大雨及大爛地，加上面對愛爾蘭二千堅尼冠軍沙漠王子及法國一千堅尼冠軍Zalaiyka等強敵，最終未能跑出實力下以第五完賽。
回國後於11月22日出戰一哩冠軍賽，由於主戰騎師武豐遭遇無聲鈴鹿的事故陷入低潮主動提出休假，因而由河內洋代打策騎。比賽開始開始後，雖然其於初段以優秀的反應進佔先頭位置，然而於直路上失速沉底，最終以第八落敗。
其後出戰短途馬錦標，其於比賽初段一反常態採用留後戰術，於隊伍後方的位置等待時機。進入直路後，其隨即以充足的體力發揮末腳殺上，雖然成功超越大樹快車，但未能追上率先衝出的同父馬礦之戀，最終以頭位差距憾負。
1999年1月9日，練馬師森秀行突然宣佈將安排其遠征美國出戰聖蒙尼嘉讓賽。其於19日到達美國，並於23日按照計劃出戰比賽，然而於比賽途中並未於預想中在直路衝出，反而未能進一步加速之下表現力弱，最終以第四完賽。
其於美國僅跑畢一場賽事就返回日本，於5月23日出戰高松宮紀念。比賽開始後，其於先頭位置以快步速推進，並於直路上成功加速取得領先。直路中段，其和後方衝出的真僥倖展開精彩的纏鬥，可以稍處下風的情況下被對手超越，以1 1/4馬位差距落敗得亞軍。
6月6日出戰安田紀念，本次比賽再次嘗試後上戰術，穩步前進下於最後彎道開始發力由第十的位置衝出。進入直路後，雖然其成功加速並跑出不俗的末腳，但仍然落後於前方的空中聖戰及草上飛以第三落敗。
夏季休養過後，陣營決定將其轉籍至美國，所有歸轉讓於新澤西州的JFB牧場，並將其交由Alan Goldberg馬房訓練。
10月2日其出戰於轉籍美國後的首場賽事貴族女郎錦標，但和騎師未能順利合作之下於直路失速，最終以第四完賽。
其後出戰桂冠短途錦標，再度未能發揮實力之下取得第七。
完成桂冠短途錦標後，美國方面的陣營宣佈安排其退役，並取消於美國的賽駒註冊。

## 詳細賽績
| 日期       | 舉辦國家 | 馬場     | 距離   | 級別 | 賽事名稱         | 負重 | 騎師     | 馬號 | 出馬 | 名次 | 時間     | 頭馬（二馬）     |
| ---------- | -------- | -------- | ------ | ---- | ---------------- | ---- | -------- | ---- | ---- | ---- | -------- | ---------------- |
| 20/7/1996  | 日本     | 小倉     | 草1200 |      | 3歲新馬          | 53   | 武豐     | 5    | 8    | 1    | 1:09.7   | （Tenzan Osuzu） |
| 1/9/1996   | 日本     | 中山     | 草1200 | GIII | 新潟三歲錦標     | 53   | 武豐     | 12   | 12   | 3    | 1:10.8   | Personality One  |
| 19/10/1996 | 日本     | 京都     | 草1400 | GII  | 每日盃三歲錦標   | 53   | 武豐     | 2    | 16   | 1    | 1:21.3   | （目白光明）     |
| 1/12/1996  | 日本     | 阪神     | 草1600 | GI   | 阪神三歲牝馬錦標 | 53   | 武豐     | 1    | 10   | 4    | 1:35.3   | 目白多伯         |
| 15/1/1997  | 日本     | 京都     | 草1600 | GIII | 新山紀念         | 54   | 武豐     | 11   | 12   | 1    | 1:34.6   | （Hokko Beauty） |
| 15/3/1997  | 日本     | 中山     | 草1800 | GIII | 百花盃           | 53   | 武豐     | 6    | 15   | 1    | 1:51.6   | （Hokko Beauty） |
| 20/4/1997  | 日本     | 東京     | 草1400 | GII  | 新西蘭盃四歲錦標 | 54   | 武豐     | 16   | 18   | 1    | 1:21.1   | （Brave Tender） |
| 11/5/1997  | 日本     | 東京     | 草1600 | GI   | NHK一哩賽        | 55   | 武豐     | 13   | 18   | 1    | 1:33.1   | （Brave Tender） |
| 21/9/1997  | 日本     | 阪神     | 草2000 | GII  | 玫瑰錦標         | 54   | 武豐     | 7    | 11   | 3    | 2:01.9   | 協榮三月         |
| 26/4/1998  | 日本     | 京都     | 草1200 | GIII | 絲路錦標         | 56   | 武豐     | 1    | 12   | 1    | 1:08.6   | （真僥倖）       |
| 24/5/1998  | 日本     | 中京     | 草1200 | GI   | 高松宮紀念       | 55   | 武豐     | 5    | 16   | 4    | 1:09.3   | 新光森林         |
| 14/6/1998  | 日本     | 東京     | 草1600 | GI   | 安田紀念         | 56   | 武豐     | 14   | 17   | 10   | 1:39.2   | 大樹快車         |
| 9/8/1998   | 法國     | 多維爾   | 草1300 | GI   | 紀爾斯大賽       | 56.5 | 武豐     | 1    | 12   | 1    | 1:14.70  | （雞尾酒）       |
| 6/9/1998   | 法國     | 隆尚     | 草1600 | GI   | 隆尚磨坊大賽     | 56.5 | 武豐     | 1    | 7    | 5    | 1:42.9   | 沙漠王子         |
| 22/11/1998 | 日本     | 京都     | 草1600 | GI   | 一哩冠軍賽       | 55   | 河内洋   | 4    | 13   | 8    | 1:34.3   | 大樹快車         |
| 20/12/1998 | 日本     | 中山     | 草1200 | GI   | 短途馬錦標       | 55   | 武豐     | 3    | 15   | 2    | 1:08.6   | 礦之戀           |
| 23/1/1999  | 美國     | 聖雅尼塔 | 泥1400 | GI   | 聖蒙尼嘉讓賽     | 54   | 武豐     | 4    | 10   | 4    | 1:22.7   | Stop Traffic     |
| 23/5/1999  | 日本     | 中京     | 草1200 | GI   | 高松宮紀念       | 55   | 武豐     | 2    | 16   | 2    | 1:08.2   | 真僥倖           |
| 13/6/1999  | 日本     | 東京     | 草1600 | GI   | 安田紀念         | 56   | 武豐     | 11   | 14   | 3    | 1:33.7   | 空中聖戰         |
| 2/10/1999  | 美國     | 貝蒙園   | 草1600 | GIII | 貴族女郎錦標     | 55.8 | 華拉素奇 | 4    | 8    | 4    | 紀錄缺失 | Khumba Mela      |
| 17/10/1999 | 美國     | 桂冠園   | 草1200 | GIII | 桂冠短途錦標     | 51.3 | 盧柏聲   | 7    | 10   | 7    | 紀錄缺失 | Grapeshot        |

## 退役後
退役後，採珠成爲了繁殖雌馬，於肯塔基州巴黎Claiborne牧場休養，在2000年進行配種。首匹子嗣尋鑽寶於2001出生後被引入日本，可於2003年出賽。2004年2月28日，尋鑽寶在雅靈頓盃取勝，成爲首匹勝出分級賽的子嗣。
2005年6月10日，其於休養地肯塔基州勒星頓Lane's End牧場被發現突然死亡，但身上並無任何傷痕，最終推測爲死因爲落雷事故，享年11歲。

### 主要子嗣

#### 分級賽優勝子嗣
2001年生
- 尋鑽寶（雅靈頓盃、新西蘭盃、兵庫金盃、日本電視盃、浦和紀念）

### 詳細繁殖資料
| 數目   | 馬名      | 出生年 | 性別 | 父系     | 練馬師              | 馬主             | 戰績                                  |
| ------ | --------- | ------ | ---- | -------- | ------------------- | ---------------- | ------------------------------------- |
| 第一匹 | 尋鑽寶    | 2001   | 雄   | 雷貓     | 栗東・森秀行        | 青山洋一         | 30戰7冠9亞2季（退役・種馬） 分級賽5勝 |
| 第二匹 | Dive      | 2002   | 雌   | 雷貓     | 美國・Alan Goldberg | Jayeff B Stables | 11戰1冠3亞1季（退役・繁殖）           |
| 第三匹 | Seeknfind | 2003   | 雌   | 巨人長堤 | 美國・Alan Goldberg | Jayeff B Stables | 3戰1冠0亞1季（退役・繁殖）            |

## 血統簡介
父系Seeking the Gold爲美國賽駒，生涯戰績優秀，曾勝出一級賽超級打吡。祖父淘金者爲美國著名種馬，於近代擁有巨大影響力，和加拿大種馬北地舞人被譽爲兩大改變世界賽馬的偉大種馬。
母系Page Proof爲美國賽駒，生涯戰績不佳僅勝出一場頭馬。外祖父西雅圖迴旋爲美國賽駒，生涯戰績極佳，爲美國三冠馬，退役後之配種成績亦非常出色，爲世界著名種馬之一。

### 血統表
| 父線：淘金者系（Raise a Native系）   |                             |                |                |
| 種馬 Seeking the Gold 1985年（棗色） | 淘金者 1970年（棗色）       | Raise a Native | 天才舞者       |
| 種馬 Seeking the Gold 1985年（棗色） | 淘金者 1970年（棗色）       | Raise a Native | Raise You      |
| 種馬 Seeking the Gold 1985年（棗色） | 淘金者 1970年（棗色）       | Gold Digger    | Nashua         |
| 種馬 Seeking the Gold 1985年（棗色） | 淘金者 1970年（棗色）       | Gold Digger    | Sequence       |
| 種馬 Seeking the Gold 1985年（棗色） | Con Game 1974年（深棗色）   | Buckpasser     | Tom Fool       |
| 種馬 Seeking the Gold 1985年（棗色） | Con Game 1974年（深棗色）   | Buckpasser     | Busanda        |
| 種馬 Seeking the Gold 1985年（棗色） | Con Game 1974年（深棗色）   | Broadway       | Hasty Road     |
| 種馬 Seeking the Gold 1985年（棗色） | Con Game 1974年（深棗色）   | Broadway       | Flitabout      |
| 繁殖雌馬 Page Proof 1988年（深棗色） | 西雅圖迴旋 1974年（深棗色） | Bold Reasoning | Boldnesian     |
| 繁殖雌馬 Page Proof 1988年（深棗色） | 西雅圖迴旋 1974年（深棗色） | Bold Reasoning | Reason to Earn |
| 繁殖雌馬 Page Proof 1988年（深棗色） | 西雅圖迴旋 1974年（深棗色） | My Charmer     | Poker          |
| 繁殖雌馬 Page Proof 1988年（深棗色） | 西雅圖迴旋 1974年（深棗色） | My Charmer     | Fair Charmer   |
| 繁殖雌馬 Page Proof 1988年（深棗色） | Barb's Bold 1978年（棗色）  | Bold Forbes    | Irish Castle   |
| 繁殖雌馬 Page Proof 1988年（深棗色） | Barb's Bold 1978年（棗色）  | Bold Forbes    | Comely Nell    |
| 繁殖雌馬 Page Proof 1988年（深棗色） | Barb's Bold 1978年（棗色）  | Goofed         | Court Martial  |
| 繁殖雌馬 Page Proof 1988年（深棗色） | Barb's Bold 1978年（棗色）  | Goofed         | Barra          |
| 雌系：Goofed系（號族：17-b）         |                             |                |                |
| 五代內近親交配：勇者帝王 5×5         |                             |                |                |

## 命名由來
名字中，Seeking the（シーキングザ）意思是尋找，繼承自父系Seeking the Gold之名字，Pearl（パール）即是珍珠，出自第一代馬主植中倫子之千金兼第二代馬主植中昌子的誕生石，香港則結合兩部分，翻譯为「採珠」。

## 外部連結
- 採珠 netkeiba.com （页面存档备份，存于）
- 血統表 （页面存档备份，存于）